# アミラリオ級潜水艦
| アミラリオ級潜水艦                                     | アミラリオ級潜水艦                                         |
| ------------------------------------------------------ | ---------------------------------------------------------- |
| 竣工当時のアミラリオ級「アミラリオ・カーニ」のイラスト |                                                            |
| 艦級概観                                               |                                                            |
| 艦種                                                   | 潜水艦                                                     |
| 艦名                                                   |                                                            |
| 前級                                                   |                                                            |
| 次級                                                   |                                                            |
| 性能諸元                                               |                                                            |
| 排水量                                                 | 水上1,680トン、水中2,170トン                               |
| 全長                                                   | 87.9m                                                      |
| 全幅                                                   | 7.76m                                                      |
| 吃水                                                   |                                                            |
| 機関                                                   |                                                            |
| 最大速力                                               | 水上17ノット、水中8.5ノット                                |
| 航続距離                                               | 水中：198km(107海里)/3.5kt 水上：19,800km(10,700海里)/12kt |
| 乗員                                                   | 82名                                                       |
| 兵装                                                   | 45cm魚雷発射管×14、13mm機銃×4、100mm砲×2、魚雷×36          |

アミラリオ級潜水艦 (カーニ級潜水艦)  (Sommergibili Classe Ammiragli, Classe Cagni) はイタリア王立海軍の航洋型潜水艦の艦級。イタリア海軍史上最大の排水量を有する潜水艦である。「アミラリオ」は海軍大将の意味で、ウンベルト・カーニ（Unberto Cagni、1863年-1932年）らの名が付けられた。
通商破壊を企図して設計され、攻撃力の大きい大口径の魚雷でなく、小口径の魚雷を大量に搭載するようになっている。建造は1939年に始まり1941年に4隻が就役した。1942年までに3隻が戦没し、終戦まで生き残ったのは「アミラリオ・カーニ」のみであった。戦果は数隻の商船の撃沈であるが、それはすべて「アミラリオ・カーニ」が単艦で成し遂げたものである。

## 同型艦
- アミラリオ・カーニ（Ammiraglio Cagni）：1948年2月に除籍
- アミラリオ・カラッチョロ（Ammiraglio Caracciolo）:1941年12月11日にリビア沖でイギリス駆逐艦「ファーンデール」の攻撃により損傷後沈没。
- アミラリオ・ミロ（Ammiraglio Millo）:1942年3月14日にイギリス潜水艦「アルティメイタム (HMS Ultimatum)」により撃沈
- アミラリオ・サイント＝ボン（Ammiraglio Saint-Bon）：1942年1月5日にイギリス潜水艦「アプホルダー」により撃沈

## 参考図書
- 「世界の艦船増刊第20集　第２次大戦のイタリア軍艦」（海人社）